# Raisa Gorbaciova
Raisa Maximovna Gorbaciova, născută Titarenko (n. 5 ianuarie 1932, Rubtsovsk, Siberia - d. 21 septembrie 1999) a fost soția lui Mihail Gorbaciov.
Tatăl ei, de origine ucraineană, a fost inginer feroviar. Când Raisa avea trei ani, acesta a fost condamnat la patru ani de închisoare pentru că a criticat agricultura colectivizată. De asemenea, un bunic al Raisei a fost executat în vremea lui Stalin. 
Raisa s-a căsătorit cu Mihail Gorbaciov în 1953, când amândoi erau studenți la Universitatea de Stat din Moscova. După absolvirea facultății, Raisa a devenit profesoară de filozofie marxist-leninistă.
În 1958, Raisa a născut-o pe Irina Mihailovna, singurul copil al cuplului Gorbaciov.
În 1985, soțul ei a devenit secretar general al Partidului Comunist al Uniunii Sovietice. În timpul mandatului său, Raisa avea să devină prima soție a unui lider sovietic care avea să-l însoțească în toate călătoriile sale. Acest lucru a adus o contribuție substanțială la imaginea pozitivă a lui Gorbaciov.
Raisa Gorbaciova a murit de leucemie la vârsta de 67 de ani, la 21 septembrie 1999.

## Legături externe
Materiale media legate de Raisa Gorbaciova la Wikimedia Commons
- Apariții pe C-SPAN